# Karel Buchta
Karel Buchta (20. října 1897 – 21. února 1959) byl československý voják a lyžař.

## Sportovní kariéra
Na I. ZOH v Chamonix 1924 skončil v závodě vojenských hlídek na 4. místě. Startoval v týmu s Josefem Bímem, Janem Mittlöhnerem a Bohuslavem Josífkem.